# Złotnik
Złotnik (deutsch Reinswalde) ist ein Ort im Westen Polens. Er gehört zur Landgemeinde Żary (deutsch Sorau) im Powiat Żarski, Woiwodschaft Lebus.
Bis 1945 lag der Ort im Landkreis Sorau (Lausitz) in der preußischen Provinz Brandenburg. Die Strecke der Niederschlesisch-Märkischen Eisenbahn (NME), welche Berlin mit Breslau verband, führte durch Reinswalde. An deren Route liegen auch die Städte Frankfurt (Oder), Guben, Sagan und Liegnitz.

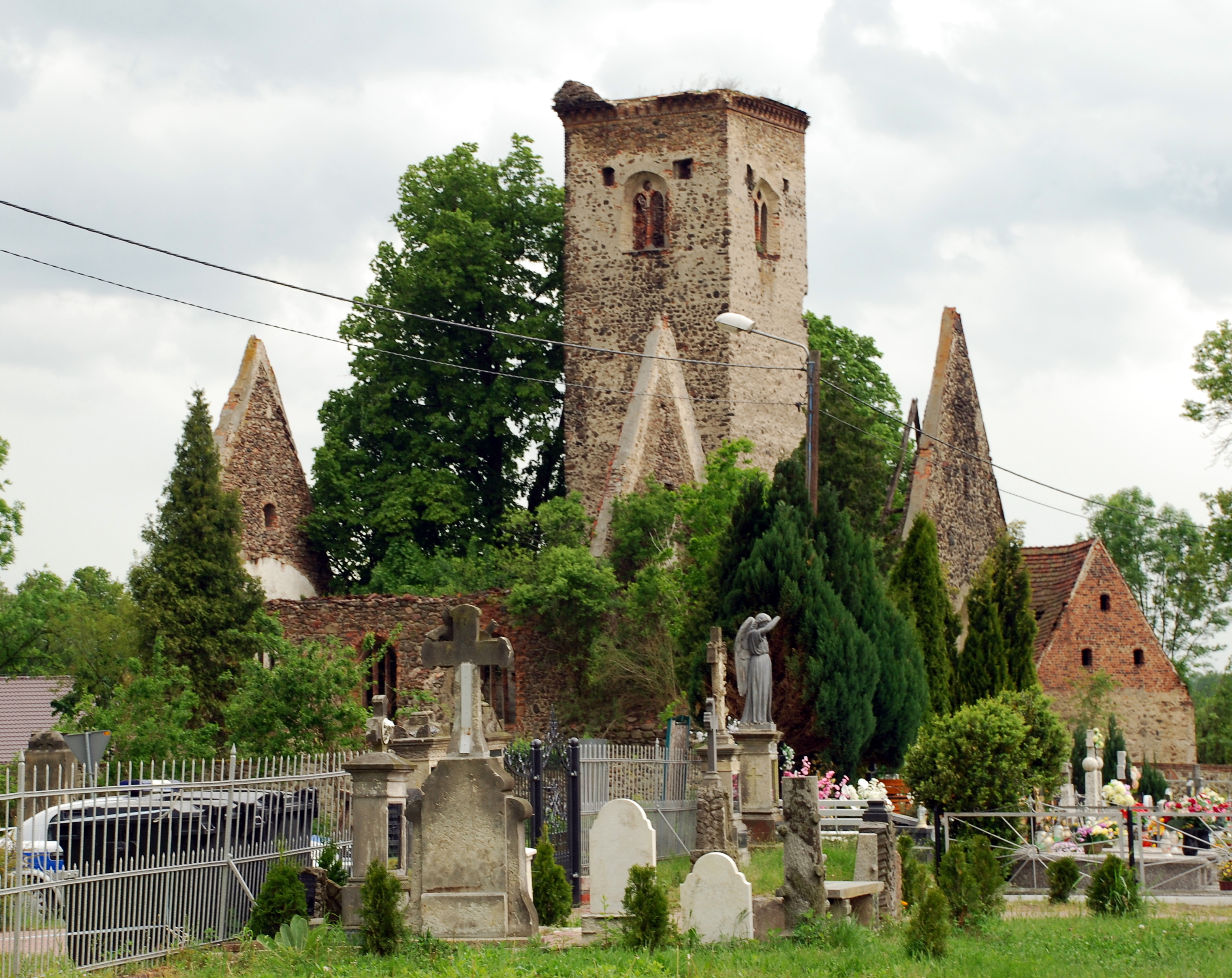
Kirchenruine in Złotnik

Am Ende des Zweiten Weltkrieges flüchteten die meisten Reinswalder vor der anrückenden Front. Durch die Beschlüsse des Potsdamer Abkommens wurde das Gebiet unter polnische Verwaltung gestellt und die nach den Kriegshandlungen zurückkehrenden Einwohner mussten den Ort im Sommer 1945 wieder verlassen.
Viele der Vertriebenen fanden über ihre Kontakte innerhalb der altlutherischen Gemeinde eine neue Heimat im nordhessischen Balhorn. Die dort entstehende Siedlung Distelberg wurde von Vertriebenen aufgebaut.

## Sehenswürdigkeiten
Der ehemalige Schulzenhof (polnisch Dwór w Złotniku, in früheren deutschen Quellen lediglich Speicher genannt) wurde wahrscheinlich 1534 erbaut, worauf das Datum in einem steinernen Fensterrahmen deutet. Das Gebäude war der Bauernhof des Dorfschulzen. Das zweigeschossige Gebäude auf rechteckigem Grundriss hat aus Feldstein aufgemauerte Mauern. Die Hauptfassade ist gegen Norden gerichtet, die Südfassade in Richtung der Kirche, die Westfassade gegen die Straße und die Ostfassade gegen das ruinöse ehemalige Wirtschaftsgebäude aus dem 17. Jahrhundert. Das Gebäude ist von einem steilen Satteldach von 1721–1722 gedeckt. Über dem Erdgeschoss sind Kreuzgewölbe und Holzbalkendecke aus der Bauzeit, gestützt auf einem geschnitzten Pfeiler, erhalten. Im Obergeschoss befindet sich eine ähnliche Holzbalkendecke zum Dach.

## Persönlichkeiten
- Fritz Hoffmeyer, auch Hoffmeyer-Zlotnik (1860–1922), deutscher Politiker und Landwirt
- Karl Gottlieb Horstig (1763–1835), evangelischer Pfarrer und Superintendent der Landeskirche Schaumburg-Lippe
- Emil Schulz-Sorau (1901–1989), deutscher Kunstmaler und Grafiker
- Ernst Wilm (1901–1989), evangelischer Pfarrer und Präses der Evangelischen Kirche von Westfalen